# Vysoká Srbská
Obec Vysoká Srbská (německy Hoch Sichel) se nachází v okrese Náchod, kraj Královéhradecký. Žije zde 296 obyvatel.

## Historie
První písemná zmínka o obci pochází z roku 1406. Nicméně Arnošt Muka uvádí, že dle lidové tradice v této vsi usídlil český král Václav IV. Lužické Srby, které odsoudil v roce 1408 v Budyšíně.

## Části obce
- Vysoká Srbská
- Závrchy
- Zlíčko